# برلمان

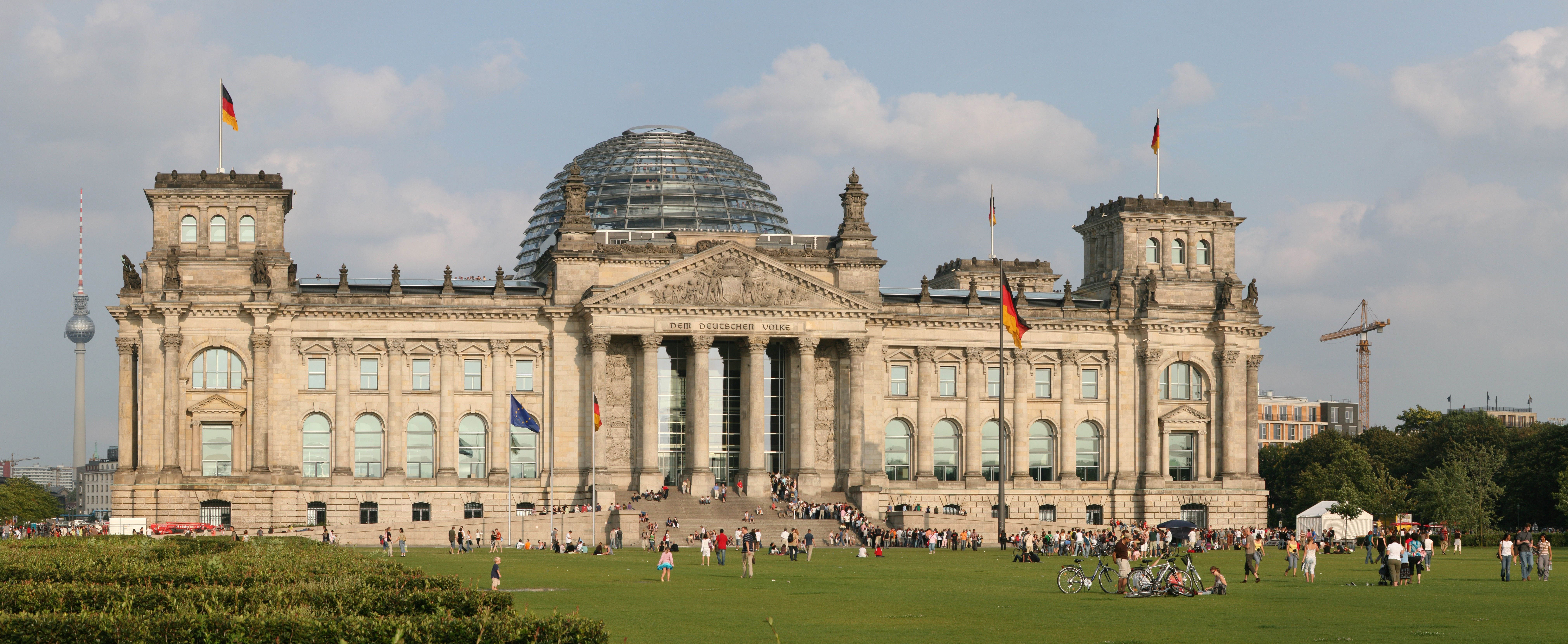
البرلمان الألماني «الرايخستاج» في برلين.

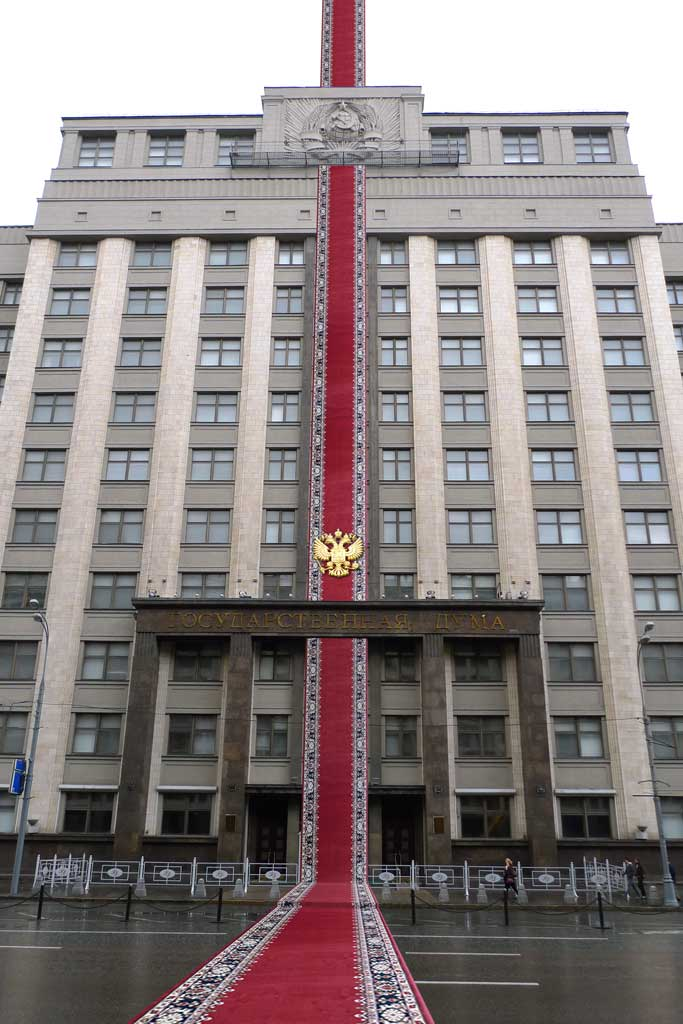
مجلس الدوما في موسكو.

البرلمان هو هيئة تشريعية تمثل السلطة التشريعية في الدول الدستورية، حيث يكون مختصا بحسب الأصل بجميع ممارسات السلطة التشريعية وفقا لمبدأ الفصل بين السلطات.
ويتكون من مجموعة من الأفراد يطلق عليهم اسم النواب أو الممثلين. ويكون التحاقهم بالبرلمان عن طريق الانتخاب والاقتراع العام باستخدام الأساليب الديمقراطية. ويتم اختيارهم بواسطة المواطنين في الشعب المسجلين على اللوائح الانتخابية في عملية انتخاب أو اقتراع عام سري ومباشر.
ويكون للبرلمان السلطة الكاملة فيما يتعلق بإصدار التشريعات والقوانين، أو إلغائها والتصديق على الاتفاقات الدولية والخارجية التي يبرمها ممثلو السلطة التنفيذية.
ويطلق على البرلمان تسميات مختلفة حسب كل دولة مثل «مجلس الشورى» - «مجلس النواب» - «المجلس التشريعي» - «مجلس الشعب» - «مجلس الأمة» أو الجمعية الوطنية، أو «المؤتمر العام الوطني»
والبرلمان له ثلاث مهام هي التشريع والرقابة على أعمال الحكومة وتمثيل الشعب أمام الحكومة

## الأصل
كان أول برلمان تم تأسيسه كان في إسبانيا في مملكة ليون في عام 1188.
تم استخدام مصطلح برلمان لأول مرة في المملكة المتحدة في عام 1236، وقد كان في السابق يكون هناك مجموعة من المستشارين المقربين من الملك
كلمة برلمان أصلها من كلمة "parler" الفرنسية وهي تعنى النقاش والحوار.

## الحكومة والبرلمان
- تعتبر الحكومة مسؤولة أمام البرلمان، ومن صلاحيات البرلمان إقالتها أو سحب الثقة منها
- رئيس الوزراء عادة ما يكون زعيم حزب الأغلبية في البرلمان، وإذا كان هناك سبب ما يحتم استبعاد الحكومة فإن البرلمان يصوت على حجب الثقة منه إذا كان قد أعطاها له، أو بإجباره على الاستقالة من منصبه
- يتناقض النظام الرئاسي مع النظام البرلماني، على غرار الكونغرس الأمريكي، والذي يكون هناك مبدأ صارم للفصل بين السلطات، وهذا النموذج يمنع الحكومة من طلب حل البرلمان، أو أن البرلمان يقوم بإقالة الحكومة.
- بعض الدول لديها نظام مختلط، بحيث يكون وسطا بين النظام الرئاسي والنظام البرلماني، وهو ما يجعل الرئيس والحكومة مسئولين أمام البرلمان.

## نظم البرلمانات
- منذ العصور القديمة، كان هناك مجتمعات قبلية، وكان هناك مجالس وزعماء وأسياد للقرارات داخل القبيلة
- وكان في بلاد الرافدين حكومة ديموقراطية بدائية، وكان يتم تقييم الملوك من قبل المجلس، وقد كان الشيء نفسه في الهند القديمة

## تنظيم البرلمان البريطاني
يتكون البرلمان من مجلسين، مجلس العموم ومجلس اللوردات ويستمد أعضاؤه نيابتهم من الأمة وحقهم في التصويت حق شخصي لا يمكن تفويضه.
ينتخب أعضاء مجلس النواب بالاقتراع العام المباشر لمدة خمس سنوات؛ وتنتهي عضويتهم عند افتتاح دورة أكتوبر من السنة الخامسة التي تلي انتخاب المجلس.
ويبين قانون تنظيمي عدد أعضاء مجلس النواب ونظام انتخابهم وشروط القابلية للانتخاب وأحوال التنافي ونظام المنازعات الانتخابية.
وينتخب رئيس مجلس النواب أولا في مستهل الفترة النيابية ثم في دورة أبريل للسنة الثالثة من هذه الفترة، وذلك لما تبقى منها.
وينتخب أعضاء مكتب المجلس لمدة سنة على أساس التمثيل النسبي لكل فريق.
يتكون ثلاثة أخماس مجلس المستشارين من أعضاء تنتخبهم في كل جهة من جهات المملكة هيئة ناخبة تتألف من ممثلي الجماعات المحلية، ويتكون خمساه الباقيان من أعضاء تنتخبهم أيضا في كل جهة هيئات ناخبة تتألف من المنتخبين في الغرف المهنية وأعضاء تنتخبهم على الصعيد الوطني هيئة ناخبة تتألف من ممثلي المأجورين.
ينتخب أعضاء مجلس المستشارين لمدة تسع سنوات، ويتجدد ثلث المجلس كل ثلاث سنوات، وتعين بالقرعة المقاعد التي تكون محل التجديدين الأول والثاني، ويحدد بقانون تنظيمي عدد أعضاء مجلس المستشارين ونظام انتخابهم وعدد الأعضاء الذين تنتخبهم كل هيئة ناخبة وتوزيع المقاعد على مختلف جهات المملكة وشروط القابلية للانتخاب وحالات التنافي وطريقة إجراء القرعة المشار إليها أعلاه وتنظيم المنازعات الانتخابية.
ينتخب رئيس مجلس المستشارين وأعضاء مكتبه في مستهل دورة أكتوبر عند كل تجديد لثلث المجلس، ويكون انتخاب أعضاء المكتب على أساس التمثيل النسبي لكل فريق.
عند تنصيب مجلس المستشارين لأول مرة أو بعد حل المجلس الذي سبقه ينتخب رئيسه وأعضاء مكتبه في أول دورة تلي انتخاب المجلس ثم يجدد انتخاب الرئيس وأعضاء المكتب في مستهل دورة أكتوبر عند تجديد ثلث المجلس.
لا يمكن متابعة أي عضو من أعضاء البرلمان ولا البحث عنه ولا إلقاء القبض عليه ولا اعتقاله ولا محاكمته بمناسبة إبدائه لرأي أو قيامه بتصويت خلال مزاولته لمهامه ما عدا إذا كان الرأي المعبر عنه يجادل في النظام الملكي أو الدين الإسلامي أو يتضمن ما يخل بالاحترام الواجب للملك.
ولا يمكن في أثناء دورات البرلمان متابعة أي عضو من أعضائه ولا إلقاء القبض عليه من أجل جناية أو جنحة غير ما سبقت الإشارة إليه في الفقرة الأولى من هذا الفصل إلا بإذن من المجلس الذي ينتمي إليه ما لم يكن العضو في حالة تلبس بالجريمة.
ولا يمكن خارج مدة دورات البرلمان إلقاء القبض على أي عضو من أعضائه إلا بإذن من مكتب المجلس الذي هو عضو فيه ما عدا في حالة التلبس بالجريمة أو متابعة مأذون فيها أو صدور حكم نهائي بالعقاب.
يوقف اعتقال عضو من أعضاء البرلمان أو متابعته إذا صدر طلب بذلك من المجلس الذي هو عضو فيه ما عدا في حالة التلبس بالجريمة أو متابعة مأذون فيها أو صدور حكم نهائي بالعقاب.
يعقد البرلمان جلساته في أثناء دورتين في السنة، ويرأس الملك افتتاح الدورة الأولى التي تبتدئ يوم الجمعة الثانية من شهر أكتوبر وتفتتح الدورة الثانية يوم الجمعة الثانية من شهر أبريل.
إذا استمرت جلسات البرلمان ثلاثة أشهر على الأقل في كل دورة جاز ختم الدورة بمقتضى مرسوم.
يمكن جمع البرلمان في دورة استثنائية إما بطلب من الأغلبية المطلقة لأعضاء أحد المجلسين وإما بمرسوم.
تعقد دورة البرلمان الاستثنائية على أساس جدول أعمال محدد، وعندما تتم المناقشة في المسائل التي يتضمنها جدول الأعمال تختم الدورة بمرسوم.
للوزراء أن يحضروا جلسات كلا المجلسين واجتماعات لجانهما؛ ويمكنهم أن يستعينوا بمندوبين يعينونهم لهذا الغرض.
علاوة على اللجان الدائمة المشار إليها في الفقرة السابقة يجوز أن تشكل بمبادرة من الملك أو بطلب من أغلبية أعضاء أي من المجلسين لجان نيابية لتقصي الحقائق يناط بها جمع المعلومات المتعلقة بوقائع معينة وإطلاع المجلس الذي شكلها على النتائج التي تنتهي إليها أعمالها، ولا يجوز تكوين لجان لتقصي الحقائق في وقائع تكون موضوع متابعات قضائية ما دامت هذه المتابعات جارية؛ وتنتهي مهمة كل لجنة لتقصي الحقائق سبق تكوينها فور فتح تحقيق قضائي في الوقائع التي اقتضت تشكيلها.
لجان تقصي الحقائق مؤقتة بطبيعتها وتنتهي مهمتها بإيداع تقريرها.
يحدد قانون تنظيمي طريقة تسيير لجان تقصي الحقائق.
جلسات مجلسي البرلمان عمومية، وينشر محضر المناقشات برمته بالجريدة الرسمية.
ولكل من المجلسين أن يعقد اجتماعات سرية بطلب من الوزير الأول أو بطلب من ثلث أعضائه.
يضع كل من المجلسين نظامه الداخلي ويقره بالتصويت، ولكن لا يجوز العمل به إلا بعد أن يصرح المجلس الدستوري بمطابقته لأحكام هذا الدستور.

## سلطات البرلمان
وللقانون أن يأذن للحكومة أن تتخذ -في ظرف من الزمن محدود ولغاية معينة بمقتضى مراسيم- تدابير يختص القانون عادة باتخاذها ويجري العمل بهذه المراسيم بمجرد نشرها، غير أنه يجب عرضها على البرلمان بقصد المصادقة عند انتهاء الأجل الذي يحدده قانون الإذن بإصدارها، ويبطل قانون الإذن إذا ما وقع حل مجلسي البرلمان أو أحدهما.
يختص القانون بالإضافة إلى المواد المسندة إليه صراحة بفصول أخرى من الدستور بالتشريع في الميادين الآتية:
-الحقوق الفردية والجماعية المنصوص عليها في الباب الأول من هذا الدستور؛
-تحديد الجرائم والعقوبات الجارية عليها والمسطرة الجنائية والمسطرة المدنية وإحداث أصناف جديدة من المحاكم؛
-النظام الأساسي للقضاة؛
-النظام الأساسي للوظيفة العمومية؛
-الضمانات الأساسية الممنوحة للموظفين المدنيين والعسكريين؛
-النظام الانتخابي لمجالس الجماعات المحلية؛
-نظام الالتزامات المدنية والتجارية؛
-إحداث المؤسسات العمومية؛
-تأميم المنشآت ونقلها من القطاع العام إلى القطاع الخاص.
للبرلمان صلاحية التصويت على قوانين تضع إطارا للأهداف الأساسية لنشاط الدولة في الميادين الاقتصادية والاجتماعية والثقافية.
إن المواد الأخرى التي لا يشملها اختصاص القانون يختص بها المجال التنظيمي.
النصوص التشريعية من حيث الشكل يمكن تغييرها بمرسوم بعد موافقة المجلس الدستوري إذا كان مضمونها يدخل في مجال من المجالات التي تمارس فيها السلطة التنظيمية اختصاصها.
يمكن الإعلان عن حالة الحصار لمدة ثلاثين يوما بمقتضى ظهير شريف، ولا يمكن تمديد أجل الثلاثين يوما إلا بالقانون.
يصدر قانون المالية عن البرلمان بالتصويت طبق شروط ينص عليها قانون تنظيمي.
يصوت البرلمان مرة واحدة على نفقات التجهيز التي يتطلبها إنجاز مخطط التنمية، وذلك عندما يوافق على المخطط، ويستمر مفعول الموافقة تلقائيا على النفقات طوال مدة المخطط، وللحكومة وحدها الصلاحية لتقديم مشاريع قوانين ترمي إلى تغيير البرنامج الموافق عليه كما ذكر.
إذا لم يتم في نهاية السنة المالية التصويت على قانون المالية أو صدور الأمر بتنفيذه بسبب إحالته إلى المجلس الدستوري تطبيقا للفصل 81، فإن الحكومة تفتح بمرسوم الاعتمادات اللازمة لسير المرافق العمومية والقيام بالمهام المنوطة بها على أساس ما هو مقترح بالميزانية المعروضة بقصد الموافقة.
ويسترسل العمل في هذه الحالة باستخلاص المداخيل طبقا للمقتضيات التشريعية والتنظيمية الجارية عليها باستثناء المداخيل المقترح إلغاؤها في مشروع قانون المالية، أما المداخيل التي ينص المشروع المذكور على تخفيض مقدارها فتستخلص على أساس المقدار الجديد المقترح.
إن المقترحات والتعديلات التي يتقدم بها أعضاء البرلمان ترفض إذا كان قبولها يؤدي بالنسبة للقانون المالي إما إلى تخفيض الموارد العمومية وإما إلى إحداث تكليف عمومي أو الزيادة في تكليف موجود.

## ممارسة السلطة التشريعية
للوزير الأول ولأعضاء البرلمان على السواء حق التقدم باقتراح القوانين.
توضع مشاريع القوانين بمكتب أحد مجلسي البرلمان.
للحكومة أن تدفع بعدم القبول كل اقتراح أو تعديل لا يدخل في اختصاص السلطة التشريعية.
وكل خلاف في هذا الشأن يفصل فيه المجلس الدستوري في ظرف ثمانية أيام بطلب من أحد مجلسي البرلمان أو من الحكومة.
تحال المشاريع والاقتراحات لأجل النظر فيها على لجان يستمر عملها خلال الفترات الفاصلة بين الدورات.
يمكن الحكومة أن تصدر خلال الفترة الفاصلة بين الدورات وباتفاق مع اللجان التي يعنيها الأمر في كلا المجلسين مراسيم قوانين يجب عرضها بقصد المصادقة في أثناء الدورة العادية التالية للبرلمان.
يودع مشروع المرسوم بقانون بمكتب أحد المجلسين، وتناقشه اللجان المعنية في كليهما بالتتابع بغية التوصل إلى قرار مشترك في شأنه، وإذا لم يتأت الاتفاق على ذلك داخل أجل ستة أيام من إيداع المشروع يباشر بطلب من الحكومة تشكيل لجنة ثنائية مختلطة من أعضاء المجلسين تتولى في ظرف ثلاثة أيام من عرض الأمر عليها اقتراح قرار مشترك على اللجان المختصة.
ويعتبر الاتفاق المنصوص عليه في الفقرة الأولى من هذا الفصل مرفوضاً إذا لم تتمكن اللجنة الثنائية المختلطة من اقتراح قرار مشترك داخل الأجل المضروب لها أو إذا لم توافق اللجان البرلمانية المعنية على القرار المقترح عليها داخل أجل أربعة أيام.
يضع مكتب كل من مجلسي البرلمان جدول أعماله، ويتضمن هذا الجدول بالأسبقية ووفق الترتيب الذي تحدده الحكومة مناقشة مشاريع القوانين التي تقدمها الحكومة واقتراحات القوانين التي تقبلها.
تخصص بالأسبقية جلسة في كل أسبوع لأسئلة أعضاء مجلسي البرلمان وأجوبة الحكومة.
يجب أن تدلي الحكومة بجوابها خلال العشرين يوما التالية لإحالة السؤال إليها.
لأعضاء مجلسي البرلمان وللحكومة حق التعديل، وللحكومة بعد افتتاح المناقشة أن تعارض في بحث كل تعديل لم يعرض من قبل على اللجنة التي يعنيها الأمر.
ويبت المجلس المعروض عليه النص بتصويت واحد في النص المتناقش فيه كله أو بعضه إذا ما طلبت الحكومة ذلك مع الاقتصار على التعديلات المقترحة أو المقبولة من طرف الحكومة.
يتداول مجلسا البرلمان بالتتابع في كل مشروع أو اقتراح قانون بغية التوصل إلى اتفاقهما على نص واحد، ويتداول المجلس المعروض عليه الأمر أولاً في نص مشروع القانون المقدم من الحكومة أو نص اقتراح القانون المسجل في جدول أعماله، ويتداول المجلس المحال إليه نص سبق أن صوت عليه المجلس الآخر في النص المحال إليه.
إذا لم يتأت إقرار مشروع أو اقتراح قانون بعد مناقشته مرتين في كلا المجلسين، أو مرة واحدة في كل منهما إذا أعلنت الحكومة الاستعجال، يجوز للحكومة أن تعمل على اجتماع لجنة ثنائية مختلطة من أعضاء المجلسين يناط بها اقتراح نص بشأن الأحكام التي ما زالت محل خلاف، ويمكن الحكومة أن تعرض النص الذي تقترحه اللجنة الثنائية المختلطة على المجلسين لإقراره، ولا يجوز في هذه الحالة قبول أي تعديل إلا بموافقة الحكومة.
إذا لم تتمكن اللجنة الثنائية المختلطة من اقتراح نص مشترك أو إذا لم يقر المجلسان النص الذي اقترحته يجوز للحكومة أن تعرض على مجلس النواب مشروع أو اقتراح القانون بعد أن تدخل عليهما عند الاقتضاء ما تتبناه من التعديلات المقترحة خلال المناقشة البرلمانية، وفي هذه الحالة لا يمكن مجلس النواب أن يقر نهائياً النص المعروض عليه إلا بالأغلبية المطلقة للأعضاء الذين يتألف منهم.
يعتبر أن مجلس النواب قد وافق على النص المعروض عليه بالأغلبية المطلقة لأعضائه في حالة إقراره عملاً بأحكام الفقرة الثانية من الفصل 75.
يتم إقرار القوانين التنظيمية والتعديلات المدخلة عليها وفق الشروط المشار إليها أعلاه، بيد أن المجلس الذي يعرض عليه أولا مشروع أو اقتراح قانون تنظيمي لا يمكنه أن يتداول فيه أو يصوت عليه إلا بعد مرور عشرة أيام على تاريخ إيداعه لديه.
يجب أن يتم إقرار القوانين التنظيمية المتعلقة بمجلس المستشارين باتفاق بين مجلسي البرلمان على نص موحد.
لا يمكن إصدار الأمر بتنفيذ القوانين التنظيمية إلا بعد أن يصرح المجلس الدستوري بمطابقتها للدستور.